# Saint-Jean-d'Avelanne
Saint-Jean-d'Avelanne är en kommun i departementet Isère i regionen Auvergne-Rhône-Alpes i sydöstra Frankrike. Kommunen ligger i kantonen Le Pont-de-Beauvoisin som tillhör arrondissementet La Tour-du-Pin. År 2022 hade Saint-Jean-d'Avelanne 979 invånare.

## Befolkningsutveckling
Antalet invånare i kommunen Saint-Jean-d'Avelanne
Referens:INSEE